# Sakura Haruno
Sakura Haruno (транслит.) je jedna od glavnih likova u manga i anime seriji Naruto. Njeno prezime „Haruno” u prevodu sa japanskog znači „procvetalo polje,” dok „Sakura” znači „trešnjin cvet”.
U Shonen Jump-ovom spisku najpopularnijih likova, Sakura je puno puta bila među prvih 10, a jednom je čak i ušla u top pet. U Americi i Japanu su čak izrađeni privesci za ključeve i jastuci u obliku ove junakinje koja je očarala hiljade gledalaca širom sveta.

## Prvi deo

### Rano detinjstvo
U svojim ranim akademskkim danima, Sakura je bila stidljivo, povučeno dete iz kraja. Nije imala prijatelja i često je bila zadirkivana zbog svog velikog čela. Zbog toga je ona obično prekrivala čelo šiškama. Uvidevši Sakurin problem, Ino Jamanaka joj prilazi i sprijateljuje se s njom, rekavši joj da ne bi trebalo da se krija iza svojih šišaka. Tada joj poklanja crvenu traku za kosu, za koju se Sakura toliko vezala, pa ju je nosila svaki dan, kao simbol njenog prijateljstva sa Ino. One ostaju najbolje prijateljice sve do dana kada Sakura saznaje da je i Ino zaljubljena u Saskea Učihu. Sakura shvata da nikada neće moći da bude na Ininom nivou, pa joj toga dana vraća traku za kosu i izjavljuje da će je od tada smatrati svojim rivalom. Njihovo prijateljstvo se pogoršavalo svakoga dana, pa se na samom početku serijala ni ne vidi da su nekada bile prijateljice.
Za razliku od većine likova iz Naruta, Sakura nema određenog motiva da postane odličan nindža, već je njen jedini cilj da se dopadne Saskeu. Na početku serijala, Sakura je ludo zaljubljena u Saskea Učihu od koga se ne odvaja, dok nije mogla da podnese hiperaktivnog i bučnog Naruta - iako ne zna nikog od njih. Na početku, ona površno sudi o Narutu, kako nema roditelja koji bi mogli da ga vaspitaju i da mu pričaju šta je dobro, a šta loše. Tom prilikom, Saske se strašno ljuti na nju zbog njenog površnog suđenja i objašnjava joj da ona još uvek nije okusila kako je to biti sam, bez roditelja. Tada Sakura shvata da je Saske u pravu, pa odlučuje da se bolje ponaša prema Narutu. Ali, Kakaši uskoro primećuje da se Sakura slaže sa svime što Saske kaže, pa bi bolje ponašanje prema Narutu mogao da bude i deo njene zaljubljenosti u Saskea.

### Ličnost
U početku Naruta, Sakura polaže svoj genin ispit sa najboljim ocenama. Sakura, zajedno sa Saskeom i Narutom, upada u Tim 7, koji predvodi Kakaši Hatake, poznatiji kao ‘Šaringan ratnik‘. Od početka, Sakurine sposobnosti su bile ispod normale, pa je zato koristila malo tehnika, od kojih je najnaprednija poništavanje gendžicua. Sakurina prava snaga je njeno dobro kontrolisanje čakre i njena inteligencija. Na jednom od treninga, Sakura je uspela da se popne na drvo uz pomoć čakre iz prvog puta, dok je Narutu, a i Saskeu, trebalo mnogo više vremena i napora da dostinu sam vrh drveta. Takođe, zapažamo njenu snagu kojom udara Naruta. I Kakaši, a i ostali Sakurini prijatelji su primetili njenu ogromnu snagu. Ali, to nije ništa u poređenju s njenom snagom u drugom delu Naruta.
Još jedna od njenih osobina je njena „Unutrašnja Sakura”. Na prvi pogled, Unutrašnja Sakura izgleda da je mnogo goreg raspoloženja od Narutove Demonske lisice. Unutrašnja Sakura se obično svrstava u neku vrstu „posebnih sposobnosti,” kao Saskeov Šaringan ili Narutova Demonska lisica. Što je najvažnije, Sakura i „Unutrašnja Sakura” su dve duše, pa ako je Sakurino telo paralisano ili pogođeno nekom tehnikom sličnom Ininoj Tehnici preuzimanja uma, Unutrašnja Sakura je još uvek slobodna, tako da može da izbaci neprijatelja iz Sakurinog tela.
U drugom delu anime serije, Sakura sve manje prikazuje svoju Unutrašnju Sakuru, pa stvari koje su bile ograničene za Unutrašnju Sakuru u prvom delu, sada pokazuje prava Sakura. Takođe se vidi da Sakura prestaje da bude ludo zaljubljena u Saskea i da se više ne ponaša čudno u njegovom prisustvu, nego da počinje da se brine o njemu, kao o prijatelju, što se moglo videti na čunin ispitima.

### Čunin ispiti
U prvom delu čunin ispita, Sakura je bila jedan od genina koji nisu imali potrebe da prepisuju, što je i bio cilj tog testa. Jedino što je Sakura tad mislila je to da Naruto neće uspeti da uradi nijedan zadatak, ali kada ga je videla kako izjavljuje da nikako neće da padne na testu i da će jednog dana da postane Hokage, Sakura prestaje da brine, jer zna da Naruto nikada ne pregazi svoje obećanje, ma kakvo bilo. Na kraju, Sakura prelazi u drugi deo čunin ispita.
Baš nakon ulaska u Šumu smrti, koja je bila drugi deo čunin ispita, Tim 7 napada Oročimaru. Iako su Naruto i Saske uradili sve što su mogli da zaštite Sakuru i poraze Oročimarua, obojica bivaju onesvešćeni, tako da Sakura ostaje sama da se brine o njima. Sakura je mnogo zabrinuta zbog Saskea, jer mu se pojavio crni znak na vratu posle Oročimaruovog ujeda. Nakon nekog vremena, Sakura napadaju genini iz Sela skrivenog u zvuku. Tada se pojavljuje Rok Li, koji joj obećava da će je štititi svojim životom. Kada Rok Li biva pobeđen, genini Zvuka se ponovo okomljuju na Sakuru. Devojka Kim hvata Sakuru za kosu da bi mogla da pažljivo odgleda kako će Saske biti ubijen. Sakura, želeći da odbrani prijatelja, uzima kunai i seče svoju kosu u nameri da se oslobodi i pomogne Saskeu koji je još uvek u nesvesti. Sakura se borila hrabro da bi zaštitila svoje prijatelje, ali na kraju biva pobeđena i tada dolazi Tim 10, sa Ino na čelu, da joj pomogne. Posle duge borbe nindža iz Sela zvuka i Tima 10, Saske se konačno budi, sa ogromnom količinom čakre koja vijuga oko njega. Prvo što je progovorio je to da je pitao Sakuru ko ju je povredio. Kada Sakura uviđa da je Saske skroz izmakao kontroli, ona mu pritrčava grleći ga i moleći ga da prestane. Nakon borbe koja je pripala Timu 7 i Timu 10, Sakura, Saske i Naruto nastavljaju svoj put ka tornju.
U preliminarnim rundama Sakura se borila protiv Ino. Ni jedna ni druga nisu bile srećne zbog odabira protivnika. Nakon veoma dugačke borbe, Ino uspeva da uhvati Sakuru u svoju Tehniku preuzimanja uma. Baš kada je izgledalo da je sve gotovo, Naruto podstiče Sakuru da se izbavi iz Inine tehnike. Ubrzo posle Narutovog podsticanja, „Unutrašnja Sakura” izbacuje Ino iz Sakurinog tela, tako da devojke nastavljaju borbu. Posle dužeg vremena, i Sakura i Ino padaju na tlo, nemoćne da nastave dalje. Borba je završena, i nijedna od njih dve nije prošla u finalne runde čunin ispita. Nakon što su se osvestile, Ino i Sakura počinju da obnavljaju svoje prijateljstvo.
Finalne runde su bile prekinute zbog napada nindži iz Sela skrivenog u pesku. Sakura, Naruto, Šikamaru i Pakun polaze za Saskeom da bi mu pomogli u borbi sa Garom. Sakura izleće ispred Saskea rizikujući svoj život da bi ga zaštitila od Gare.

### Sakurin mediciinski nindžicu
Nakon Saskeovog odlaska, Sakura moli Naruta da ga vrati u selo, misleći da je on jedini koji može da to uradi. Kada Naruto ne uspe da ispuni svoje obećanje Sakuri, ona mu kaže da će sledećeg puta i ona ići s njim.
Dok se Naruto oporavljao u bolnici, Sakura je vredno trenirala sa Cunade. Priželjkivala je da usavrši medicinski nindžicu kako bi i ona bila u mogućnosti da pomogne svojim prijateljima. Naravno, medicinski nindžicu je tražio mnogo napora i fizičke spremnosti, pa je Sakuru Cunade naučila da savršeno kontroliše čakru da bi stvorila toliku snagu da je mogla da slomi čak i najtvrđi zid.
U zadnjoj epizodi prvog dela Naruta, vidimo da Sakura prihvata da nauči i Ino medicinski nindžicu, što znači da je Sakura svoj medicinski nindžicu usavršila u veoma kratkom roku. Takođe u jednoj epizodi drugog dela, Cunade otkriva Šizune da je Sakura jedna izvanredna devojka koja je jedina uspela da ga usavrši za tako kretko vreme.

## Drugi deo

### Ličnost
Nakon dve i po godine prekida priče, Sakura je dosta sazrela. Nalik većine devojaka njenih godina, ona se oseća mnogo udobnije u svome telu, pa zato mnogo više primenjuje okrutne poteze na Narutu, koji su pre bili samo prikazani u „Unutrašnjoj Sakuri”. Po njihovom prvom susretu, Džiraja komentariše da je Sakura postala druga Cunade.
Kada je prvi put srela Naruta nakon dve i po godine, Sakura ga je upitala da li izgleda više kao devojka na zavodljiv način. Naruto neshvatajući pitanje koje mu je postavila, odgovara sa: "Ne, Sakura, uopšte se nisi promenila!" Ovom prilikom, Sakura shvata da se ni Naruto ništa nije promenio i da je ostao ona stara budalica.
Sakurina super-snaga nije samo primenjivana na Narutu, već i njenom novom kolegi Saiju. Naime, kada ju je Sai nazvao ružnom, Sakura je pobesnela, i pritom ga ošamarila, zajedno sa Narutom. Druga Saijeva velika greška po pitanju Sakure je kada je Sai nazvao Ino prelepom. U tom trenutku se nije videlo šta se zapravo desilo, ali se čula velika lomljava i Saijevo jaukanje.
Sakurina osećanja za Saskea su još uvek nerazumljiva. Ona je još uvek na njegovoj strani, pa kada ga je Sai izvređao na njihovom putu ka Tenči mostu, Sakura se nije suzdržavala, pa ga je udarila svom svojom snagom i rekla mu da može da ga prihvati kao novog kolegu, ali da mu nikada neće oprostiti ako još jednom izvređa njenog prijatelja. Sakura će biti prva osoba iz njihovog starog tima koja će videti Saskea posle tri godine traganja. Ona je spremna i da ga napadne ako je to potrebno da bi zaštitila svoje prijatelje i vratila ga u Konohu. Takođe, u 214. epizodi, Sakura je bila spremna da ubije Saskea kako bi okončala sav bol koji je Saske naneo ne samo njoj, već i Narutu i ostatku sela. U 74. epizodi Naruto Šipudena prikazano je kako Sakura plače nad slikom starog Tima 7.

### Nove sposobnosti
Nakon dve i po godine treninga sa Cunade, Sakura je postala odličan medicinski nindža na čunin nivou. Uz to, postala je ekspert u kontroli čakre da bi stvorila ogromnu fizičku snagu, kao što možemo odmah videti u 3. epizodi. Tačnije, da bi namamila Kakašija, koji se krio pod zemljom, da izađe, ona je udarila pesnicom o tlo koje se odmah „otvorilo” i izmamilo Kakašija na videlo. Šokirani prizorom, Kakaši i Naruto su ovu tehniku nazvali njenom „ludom snagom”.
Razlog zbog koga Sakura ima nadljudsku snagu je to što ona odlično kontroliše čakru, da je u stanju za veoma kratko vreme oslobodi dovoljno čakre, usmeri je ka bilo kojem delu tela i onda napadne protivnika (ili udari o zemlju/zid). Cunade ju je pohvalila zato što je tako brzo savladala i medicinski nindžicu, a i odlično kontrolisanje čakre, i usput dodala da misli da je Sakura nadmašila čak i nju kada je bila njenih godina. Kakaši i gospođa Čijo su takođe komentarisali da je moguće da će jednoga dana Sakura prevazići Cunadine veštine i postati izvanredan nindža.

### Borba sa Akacukijem
U prvoj sezoni Naruto Šipudena, Sakurin tim odlazi u Sunagakure (Selo sakriveno u pesku) da bi pomogli njihovom Kazekageu, Gari. Kada Kankuro biva otrovan misterioznim otrovom, Sakura uspeva da ga izleči, stvarajući par protivotrova koji bi im bili od koristi u borbi sa dva člana Akacukija, Deidarom i Sasorijem. Kada je Tim Kakaši stigao u sklonište neprijatelja, zatekli su Garino mrtvo telo i dvojicu Akacukija. Dok, Naruto i Kakaši jure za Deidaro], usput i Garinim telom, Sakura i Čijo ostaju da se bore protiv drugog Akacukija, majstora lutkara, Sasorija. Čijo ovom prilikom kontroliše Sakuru kao lutku uz pomoć čakrinih niti koje se upotrebljavaju u lutkarskim džicuima. Kada biva zarobljena, Sasori pušta otrovni gas i ona počinje da se guši. Ali, uz pomoć antidota, Sakura se ponovo vraća u borbu spremna da pobedi. Pred kraj borbe, Sakura biva ubodena u stomak otrovnom katanom ali ona ne odustaje kao što bi to radila u svom detinjstvu. Sada je motivisana da zaštiti Čijo, spasi Saskea i spreči Akacukija da oduzme Narutov život kao što je to uradio i Gari.
Nakon borbe sa Sasorijem, Sakura i Čijo odlaze do mesta gde su Naruto, Kakaši i Gara, koji još uvek izgleda da je mrtav. Sakura pokušava da ga izleči, ali čak ni njen majstorski džicu nije dovoljan da mu povrati život, pa Čijo odlučuje da mu da svoj život. Pred smrt, Čijo priča Sakuri kako nikada ne bi trebalo da odustane od svog sna, i da ako se baš jako potrudi, uspeće u tome. Usput dodaje da će ona jednoga dana prevazići Cunade i postati odličan medicinski nindža.
Posle sahrane bake Čijo, Sakura tužno gleda u njen grob i razmišlja o toma šta joj je ona rekla. Tada se Tim Kakaši vraća u Konohu.